# Jerzy Słomiński (muzyk)
Jerzy Słomiński, pseud. Słoma (ur. 13 marca 1957 w Warszawie) – polski bębniarz, architekt. Jerzego "Słomę" Słomińskiego można uznać za prekursora gry na bębnach w Polsce, jest również autorem tekstów. Śpiewa, grywa na mandolinie, perkusji i akustycznej gitarze.

## Biografia i działalność artystyczna
Studia na warszawskiej ASP rozpoczął w 1978. Miał indywidualny tok studiów u Oskara Hansena. Kilka lat po wprowadzeniu stanu wojennego wyjechał z Warszawy i osiadł w Lasach Kozłowieckich, gdzie jako pierwszy w Polsce zajął się wytwarzaniem profesjonalnych bębnów typu conga. Założył też muzyczną społeczność złożoną z około 20 rodzin. Jak mówił, zaczął robić bębny, żeby mieć na czym grać.
W swojej karierze współpracował m.in. z Jackiem Kleyffem, Orkiestrą Na Zdrowie, Brygadą Kryzys, Osjanem, Orkiestrą Razem, Izraelem i Antoniną Krzysztoń. Występował w zespole stworzonym przez niego o nazwie „Słoma i Przedwietrze”, a następnie „Słoma i D'Roots Brothers”. W grupie występują również synowie artysty, Jonasz i Daniel. Formacja na swoim koncie ma debiutancką płytę zatytułowaną Zagrania. Muzycy od początku istnienia grupy grają bardzo różnorodnie, od pierwotnych form bębniarskich, przez ska, reggae, funk, r&b, afro-beat oraz jazz aż do melodii i piosenek brzmiących i kołyszących rumbą czy sambą.
W 1997 założył zespół Bębnoluby, początkowo projektem autorskim, następnie realizowany z grupą przyjaciół. W skład repertuaru wchodziły kompozycje, będące kompilacją różnych nurtów i tradycji, przeprowadzając słuchaczy przez poszczególne etapy rozwoju muzyki, nawiązując do muzyki afrykańskiej, karaibskiej, a poprzez udział trąbki i saksofonu do jazzu.

## Dyskografia
- 1995: Brzmienia 84–94
- 1997: Ethno-demo
- 1998: Łaadoo
- 2008: Przedwietrze

Z Orkiestrą Na Zdrowie:
- 2004: Już (CD, wyd. Polskie Radio)
- 2009: Znaki (CD, wyd. Dalmafon)